# Прієбой (Плитвицька Єзера)
44°50′ пн. ш. 15°41′ сх. д. / 44.83° пн. ш. 15.68° сх. д.
Прієбой (хорв. Prijeboj) — населений пункт у Хорватії, в Лицько-Сенській жупанії у складі громади Плитвицька Єзера.

## Населення
Населення за даними перепису 2011 року становило 12 осіб.
Динаміка чисельності населення поселення:

## Клімат
Середня річна температура становить 7,76 °C, середня максимальна – 21,30 °C, а середня мінімальна – -7,37 °C. Середня річна кількість опадів – 1359 мм.
| Клімат поселення                              | Клімат поселення | Клімат поселення | Клімат поселення | Клімат поселення | Клімат поселення | Клімат поселення | Клімат поселення | Клімат поселення | Клімат поселення | Клімат поселення | Клімат поселення | Клімат поселення | Клімат поселення |
| Показник                                      | Січ.             | Лют.             | Бер.             | Квіт.            | Трав.            | Черв.            | Лип.             | Серп.            | Вер.             | Жовт.            | Лист.            | Груд.            |                  |
| Середній максимум, °C                         | 5,36             | 5,94             | 8,98             | 13,01            | 17,96            | 21,30            | 21,07            | 20,50            | 16,74            | 12,67            | 7,42             | 3,58             |                  |
| Середня температура, °C                       | −1,01            | −0,41            | 2,62             | 6,63             | 11,60            | 14,92            | 17,20            | 16,63            | 12,85            | 8,79             | 3,54             | −0,3             |                  |
| Середній мінімум, °C                          | −7,37            | −6,78            | −3,73            | 0,28             | 5,25             | 8,56             | 13,31            | 12,74            | 8,98             | 4,91             | −0,34            | −4,19            |                  |
| Норма опадів, мм                              | 92               | 97               | 102              | 115              | 104              | 107              | 83               | 95               | 128              | 143              | 162              | 131              |                  |
| Середньомісячна швидкість вітру, м/с          | 1.99             | 2.10             | 2.34             | 2.31             | 2.13             | 1.91             | 1.84             | 1.75             | 1.82             | 1.95             | 2.12             | 2.18             |                  |
| Середньомісячна сонячна радіація, кДж/м²·день | 4605             | 7292             | 10704            | 15146            | 19176            | 21092            | 22650            | 19526            | 14466            | 9354             | 5038             | 3818             |                  |
| --------------------------------------------- | ---------------- | ---------------- | ---------------- | ---------------- | ---------------- | ---------------- | ---------------- | ---------------- | ---------------- | ---------------- | ---------------- | ---------------- | ---------------- |
| Джерело:                                      |                  |                  |                  |                  |                  |                  |                  |                  |                  |                  |                  |                  |                  |